# Nunataki Sedlovinnye
Nunataki Sedlovinnye är en nunatak i Antarktis. Den ligger i Östantarktis. Australien gör anspråk på området. Toppen på Nunataki Sedlovinnye är 784 meter över havet.
Terrängen runt Nunataki Sedlovinnye är kuperad åt sydost, men åt nordväst är den platt. Trakten är obefolkad. Det finns inga samhällen i närheten.